# Литературна награда на Виена
„Литературната награда на град Виена“ (на немски: Preis der Stadt Wien für Literatur) е учредена през 1947 г. и се присъжда ежегодно.
Наградата е в размер на 7300 €, а от 2002 г. е повишена на 8000 €.

## Носители на наградата (подбор)
- Франц Набъл (1952)
- Франц Теодор Чокор (1953)
- Фриц Хохвелдер (1955)
- Хаймито фон Додерер (1961)
- Вилхелм Сабо (1962)
- Кристине Буста (1964)
- Елиас Канети (1966)
- Алберт Драх (1972)
- Илзе Айхингер, Манес Шпербер (1974)
- Фридерике Майрьокер (1975)
- Ернст Яндл (1976)
- Ханс Карл Артман, Мило Дор (1977)
- Барбара Фришмут (1979)
- Ерих Фрид (1980)
- Андреас Окопенко (1983)
- Герхард Рюм (1984)
- Освалд Винер (1987)
- Елфриде Йелинек (1989)
- Герхард Рот (1992)
- Мариане Фриц (1994)
- Петер Розай (1996)
- Франц Йозеф Чернин (1997)
- Бодо Хел (1999)
- Йозеф Хаслингер (2000)
- Марлене Щреерувиц (2001)
- Ерих Хакл (2002)
- Роберт Шиндел (2003)
- Петер Уотърхаус (2008)
- Петер Хениш (2009)
- Ренате Велш (2016)
- Кристоф Рансмайр (2018)